# Ellen Kuzwayo
Nnoseng Ellen Kate Kuzwayo (29 de Junho de 1914 — 19 de Abril de 2006) foi uma política e ativista dos direitos das mulheres da África do Sul, e também professora de 1938 até 1952. Ela foi presidente da liga jovem do Congresso Nacional Africano em 1960. Em 1995 ela foi eleita para o primeiro Parlamento Sul-Africano pós-apartheid. Sua autobiografia, "Call Me Woman" (1985), ganhou o CNA Literary Award, e se tornou a primeira escritora negra a receber o prêmio de literatura mais importante da África do Sul.

## História

### Histórico familiar
Nascida Nnoseng Ellen Serasengwe,  ela veio de uma família politizada. Seu avô materno, Jeremaiah Makgothi, foi tirado pela sua mãe do Estado Livre de Orange para a Colônia do Cabo para atender ao Instituto Lovedale (África do Sul), por volta de 1875. Ele era qualificado como professor e também trabalhava como intérprete de tribunal e como um pregador leigo do movimento Metodismo. Makgothi
foi o único leigo a trabalhar com Robert Moffat na tradução da Bíblia para a língua tswana.
Tanto os pais de Makgothi e Kuzwayo, Philip S. Mefare, foram políticos. Makgothi foi secretário do Congresso Nacional dos Nativos Sul-africanos no Estado Livre de Orange. Mefare foi um membro do seu sucessor, o Congresso Nacional Africano.

### Educação e carreira
Kuzwayo começou sua educação na escola construída pelo seu avô, Makgothi, na sua fazenda em Thabapatchoa, cerca de 19 quiômetros de Tweespruit, no Estado livre de Orange. Ela atendeu ao Adams College, Amanzimtoti e depois cursou uma formação de professores na Lovedale College, em Fort Hare, se graduando aos 22 anos e começando sua carreira de professora..  Ela se casou com Ernest Moloto aos seus 30 anos, e o casal teve dois filhos, porém viveu um casamento tóxico e após sofrer abuso do seu marido, ela se mudou para Joanesburgo. Ela interpretou um papel de Rainha Sheebeen, ao lado de Sidney Poitier, no filme Os Deserdados (1951). Após seu primeiro casamento ter terminado, ela se casou com Godfrey Kuzwayo in 1950. Ela trabalhou como professora em Transvaal até 1952, desistindo de lecionar a introdução ao Bantu Education Act, 1953, o que reverteu oportunidades para a educação negra. Ela então atuou como assistente social (1953-55).
Nos anos 40, ela serviu como secretária da liga jovem do Congresso Nacional Africano.
Depois do Levante de Soweto, ela foi a única mulher no comitê dos 10 que organizavam os levantes cívicos em Soweto, e suas atividades levara à sua detenção por cinco meses em 1977–78 pelo Ato de Prevenção do Terrorismo. Foi revisado sua prisão em seu testemunho em 1996 para a Comissão da Verdade e Reconciliação. Outro de seus ativismos comunitários inclui servir como presidente do Black Consumer Union of South Africa and the Maggie Magaba Trust.
Na publicação de 1985 da sua autobiografia,  Call Me Woman, na qual ela descreveu o abuso sofrido no seu primeiro casamento, Kuzwayo se tornou a primeira escritora negra a ganhar o prêmio mais importante de literatura da África do Sul,o CNA Award.
Depois de Nelson Mandela se tornar presidente em  1994, Kuzwayo se tornou membra do primeiro parlamento multiracial do país, quando tinha 79 anos, e serviu por cinco anos até Junho de 1999, quando ela foi a parlamentar que serviu por mais tempo o país.
Com o diretor Betty Wolpert, Kuzwayo se envolveu na produção de documentários como Awake from Mourning (1982) e Tsiamelo –– A Place of Goodness (1983), que contavam a história da perda da fazenda de sua família.
Kuzwayo morreu em Joannesburgo, com 91 anos, com complicações de diabetes.

## Prêmios e reconhecimento
Em 1979 ela foi nomeada como Mulher do Ano pelo jornal de Joanesburgo The Star, e foi nomeada de novo em 1984. Em 1987 ela foi premiada com um doutorado honorário de direito pela Universidade de Witwatersrand, a primeira mulher negra a receber um diploma honorário pela universidade. Ela também ganhou doutorados honorários da Universidade de Natal e da Universidade de Port Elizabeth. Ela foi premiada com a Order for Meritorious Service por Nelson Mandela em 1999.
Um navio de pesquisa da marinha Sul-Africana foi nomeado em sua homenagem em 2007.

## Obras
- Call Me Woman. Londres: The Women's Press (1985). ISBN 1-879960-09-5, reimpresso Aunt Lute Books, 1992
- Sit Down and Listen: Stories from South Africa, Londres: The Women's Press, 1990. ISBN 978-0704342309